# Hugo Pena
Hugo Osvaldo Tomate Pena (n. Buenos Aires, Argentina, 28 de noviembre de 1951  - f. Buenos Aires, Argentina; 9 de enero de 1981) fue un futbolista argentino que jugó en River Plate y San Lorenzo.

## Carrera
Había iniciado su carrera en Argentinos Juniors en 1962 cuando todavía iba al colegio.
Debutó en primera división contra Lanús en el Metropolitano de 1970, mientras cursaba la carrera de Ingeniería.

### Etapa en River Plate
A los 19 años firmó su primer contrato. En 1973 dio el gran salto al ser disputado por River Plate y Boca Juniors casi hasta el cierre del libro de pases. Al final ganó River que pagó 70 mil dólares por él.
Jugó allí entre mediados de 1973 y 1976, completando un total de 97 partidos con la camiseta de la Banda, por su buen desempeño como zaguero central llegó a ser incluido en el Seleccionado Nacional. Campeón con el equipo de Ángel Labruna en el Metropolitano de 1975.
Era un defensor aguerrido y con mucha marca. En 1976 perdió la titularidad de la camiseta número 6 con Daniel Passarella, y tras pelearse con el técnico dejó el club.
En 1977 se convirtió en caudillo del plantel de Chacarita.

### Etapa en San Lorenzo
Desde el 2 de septiembre de 1979 fue uno de los ídolos de San Lorenzo de Almagro dirigido por Carlos Bilardo, reemplazando a Jorge Olguín, que había sido transferido a Independiente. Jugó con la camiseta número 2.
En el Ciclón pudo jugar 61 encuentros hasta fines de 1980, donde convirtió dos goles, uno de ellos en la cancha de Huracán, cuando San Lorenzo le ganó a Tigre por 3 a 1 y se salvó del descenso. Fue mejor defensor en el metropolitano complementándose a la perfección con Sapo Villar y colaborando para el desempeño del Negro Ruiz, en ese partido había jugado infiltrado. Por la lesión debió ser operado por la rotura de ligamentos en el tobillo derecho y por eso no pudo viajar con su equipo para hacer la pretemporada en Villa Gesell.
El otro gol convertido con la azulgrana se registró cuando San Lorenzo empató con All Boys 1 a 1 en cancha de Ferro Carril Oeste, el 27 de julio del 80.

## 1979 - 1980 San Lorenzo de Almagro
- 1970-1973:  Argentinos Juniors
- 1973-1976:  River Plate
- 1977-1979:  San Lorenzo
- 1979-1981:  Chacarita Juniors

## Vida privada
Estuvo casado con su mujer Susana Herrera por muchos años y tuvieron 3 hijos, uno de ellos futbolista: Sebastián Pena, exzaguero del Club Atlético River Plate.

## Muerte
Hugo Tomate Pena murió electrocutado el 9 de enero de 1981 en un dramático accidente doméstico. Ese viernes al mediodía estaba viendo televisión con su hija Gabriela de 3 años en el living de su casa ubicada en la esquina de Simbrón y Cervantes  en el barrio de Villa Devoto, el accidente ocurrió cuando intentó cambiar de canal mientras tenía su pie derecho sumergido en una palangana con agua y sal tras haberle retirado un yeso.

"¡¡Mamá enchufá el televisor que ya empieza un programa de dibujitos en colores!!"

  dijo antes de sumergir su pie. Su hija se sentó sobre él y se dispusieron a ver "Tom y Jerry".

"¿Enchufaste mamá?"

 fueron sus últimas palabras. Luego recibió una fuerte descarga eléctrica y aunque intentaron reanimarlo llegó sin vida al Hospital Vélez Sarsfield. El club permaneció cerrado por duelo. Sus restos fueron velados en su casa natal del pasaje porteño La Fronda 1644, con la concurrencia de una multitud de sanlorencistas conmovidos, y descansan en el Cementerio de la Chacarita.